# Billy Rose Art Garden

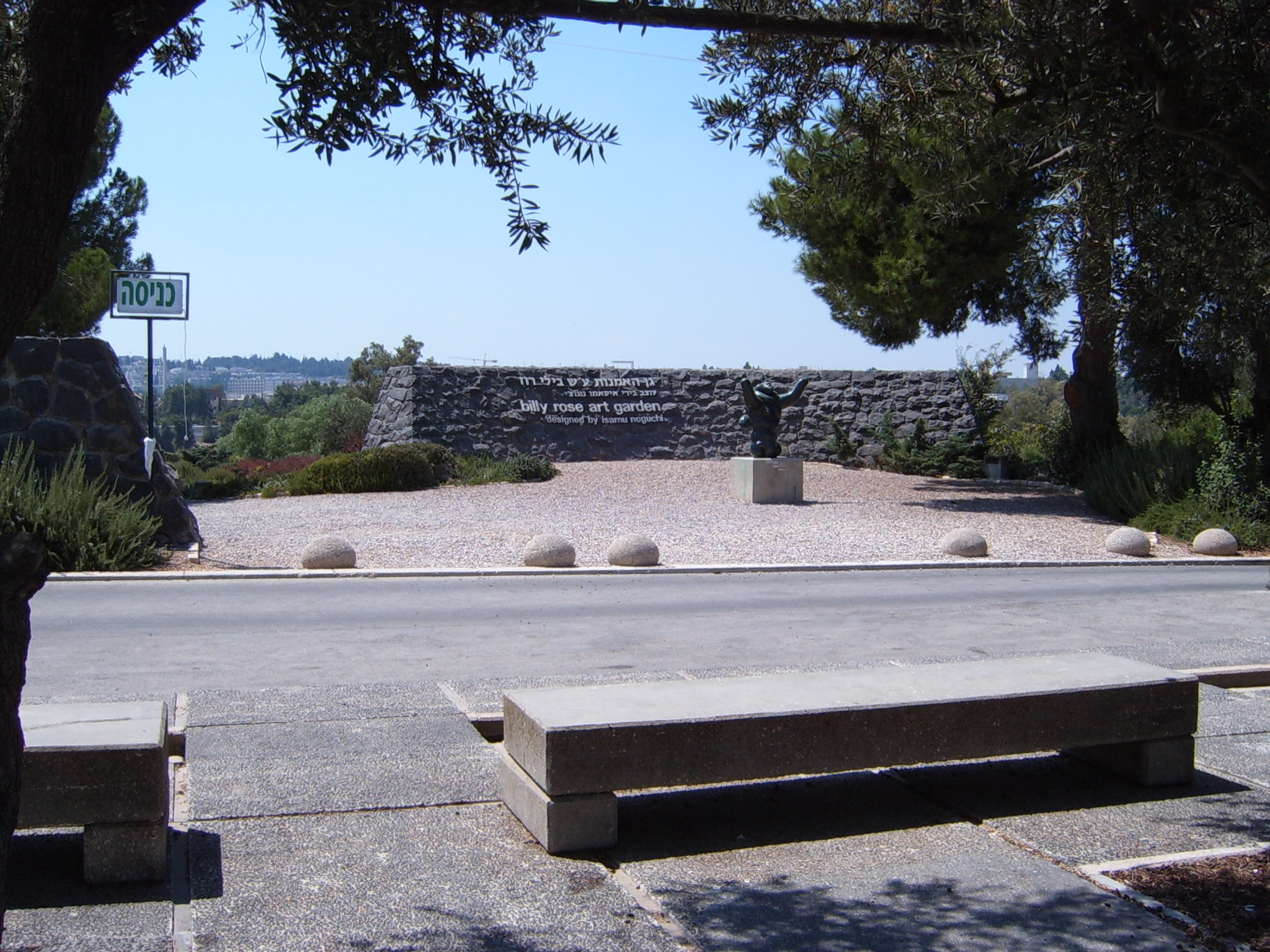
The Billy Rose Art Garden

De Billy Rose Art Garden is het door de Japans/Amerikaanse beeldhouwer Isamu Noguchi aangelegde beeldenpark van het Israel Museum in Jeruzalem, Israël.

## Beeldenpark
Isamu Noguchi heeft het beeldenpark, dat is gelegen op de helling van het museumterrein, verdeeld in wijde maanvormige stroken die van elkaar zijn gescheiden door muren van bergsteen. Hij heeft ze zoals in een Zentuin bedekt met gravel en verbonden
door paden die zijn omzoomd met lokale beplanting en bomen. Er zijn in het tuinontwerp veel verschillende steensoorten verwerkt qua soort en maat. Ook kaal beton, water, kleine door muren omgeven ruimtes en rechthoekige terrassen, echoën de vormen van de museumgebouwen.

## Collectie
De kerncollectie omvat 39 werken van laatnegentiende-eeuwse, modern klassieke, moderne en hedendaagse beeldhouwkunst van internationale en Israëlisch beeldhouwers.
1. Magdalena Abakanowicz : Negev (1987)
2. Alexander Archipenko : Woman Combing Her Hair (1914)
3. Arman : Homage to the Garment District (1974)
4. Émile-Antoine Bourdelle : La Grande Pénélope (1912)
5. Émile-Antoine Bourdelle : Le Guerrier de Montauban - studie (1898)
6. Reg Butler : Young Girl with Chemise (1957/58)
7. Alexander Calder : Croton (1960)
8. Lynn Chadwick : Roaring Lion (1960)
9. Lynn Chadwick : Two Figures (Conjunction XV) (1970)
10. José de Creeft : Woman in the Sun (1938)
11. Robert Delaunay : Relief (1936/37)
12. Otto Freundlich : Ascension (1929)
13. Michael Gross : Queen (1969/70)
14. Menashe Kadishman : Suspense (1966)
15. Menashe Kadishman : Trees (1975/85)
16. Shlomo Koren : Cylinder in Space (1972)
17. Ofer Lellouche : Two (2006)
18. Jacques Lipchitz : Mother and Child II (1941/45)
19. Aristide Maillol : L'Action enchaînée: Monument à Blanqui (1907)
20. Aristide Maillol : Harmonie (1944)
21. Marino Marini : An Idea in Space (1969/70)
22. Luciano Minguzzi : Donna che salta la corda (jaren '50)
23. Henry Moore : Reclining Figure: External Form (1953/54)
24. Henry Moore : Three-piece Sculpture: Vertebrae (1968/69)
25. Elie Nadelman : Man in the Open Air (1915)
26. Isamu Noguchi : Khmer (1962)
27. Isamu Noguchi : Water Source Sculpture (1965)
28. Claes Oldenburg en Coosje van Bruggen : Apple Core (1992)
29. Ezra Orion : Sculpture (1966)
30. Pablo Picasso : Profile (1967)
31. Germaine Richier : Torso of a Youth (1934)
32. Germaine Richier : The Diabolo Player (1950)
33. Auguste Rodin : Adam (1880)
34. Auguste Rodin : Pierre de Wiessant (1885/86)
35. Richard Serra : Outdoor Circuit (1972/86)
36. David Smith (beeldhouwer) : Cubi VI (1963)
37. Jean Tinguely : Eos XK (III) (1963)
38. James Turrell : Space That Sees (1992)
39. Micha Ullman : Equinox (2005/09)

## Fotogalerij

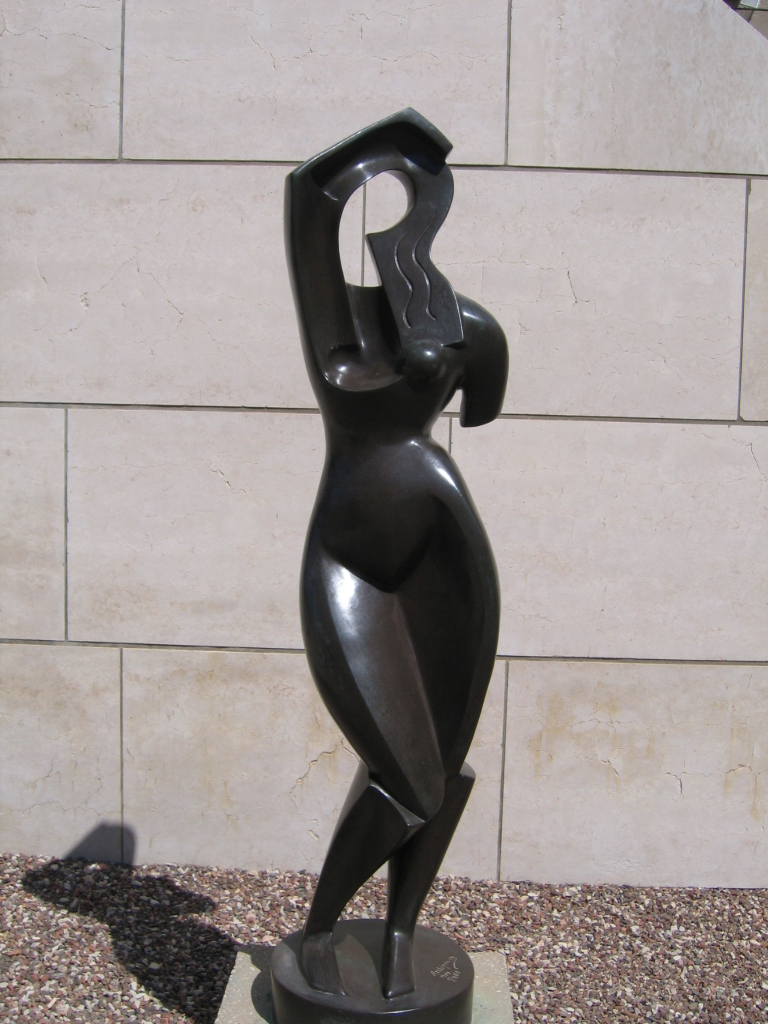
nr. 2: Woman Combing Her Hair
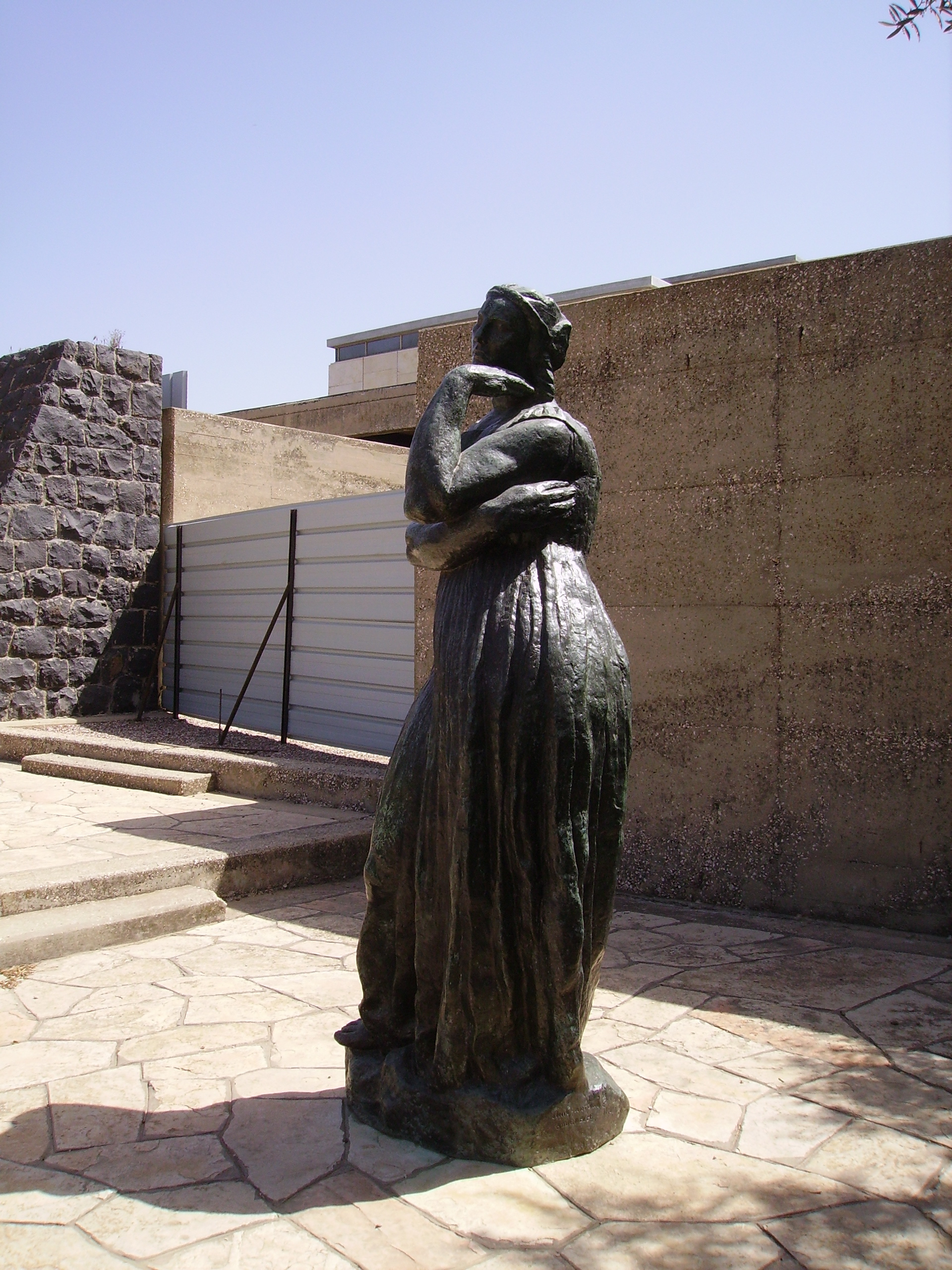
Nr. 4 : La Grande Pénélope
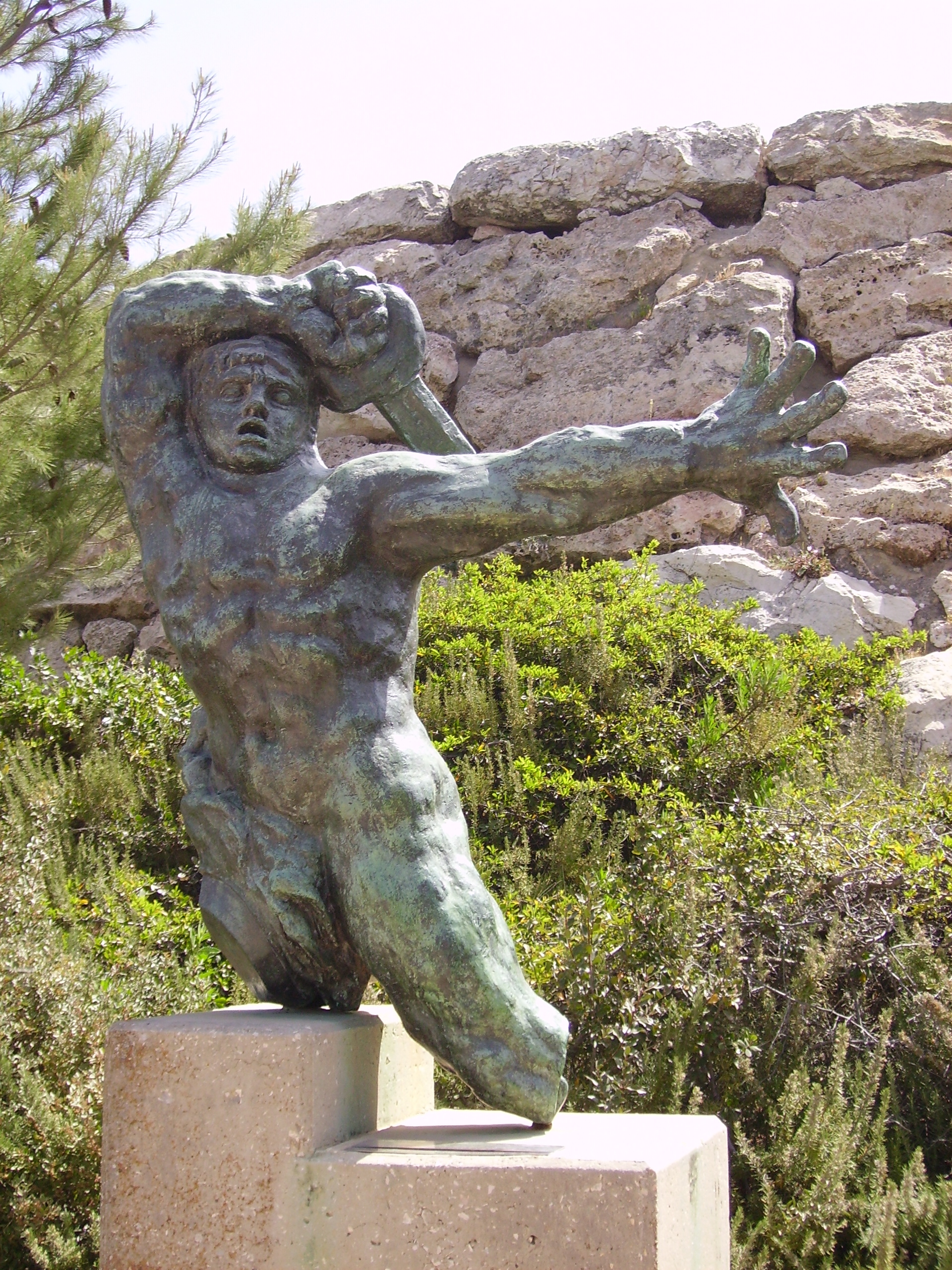
Nr. 5 : Le Guerrier de Montauban (studie)
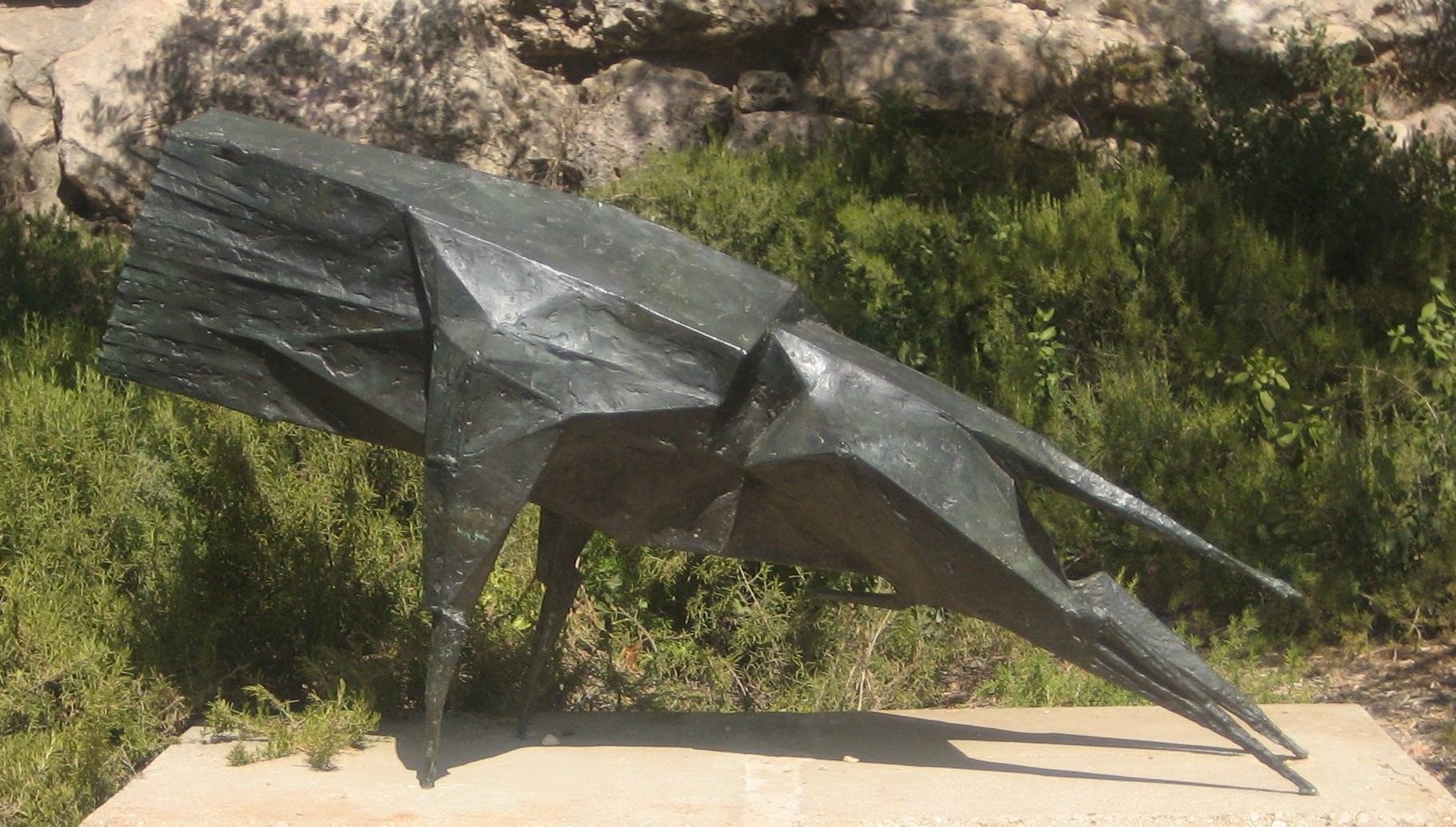
Nr. 8 : Roaring Lion
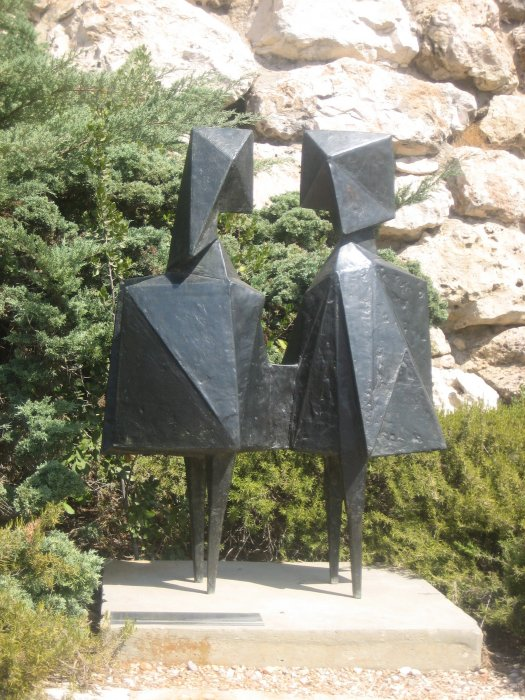
Nr. 9 : Two Figures (Conjunction XV)
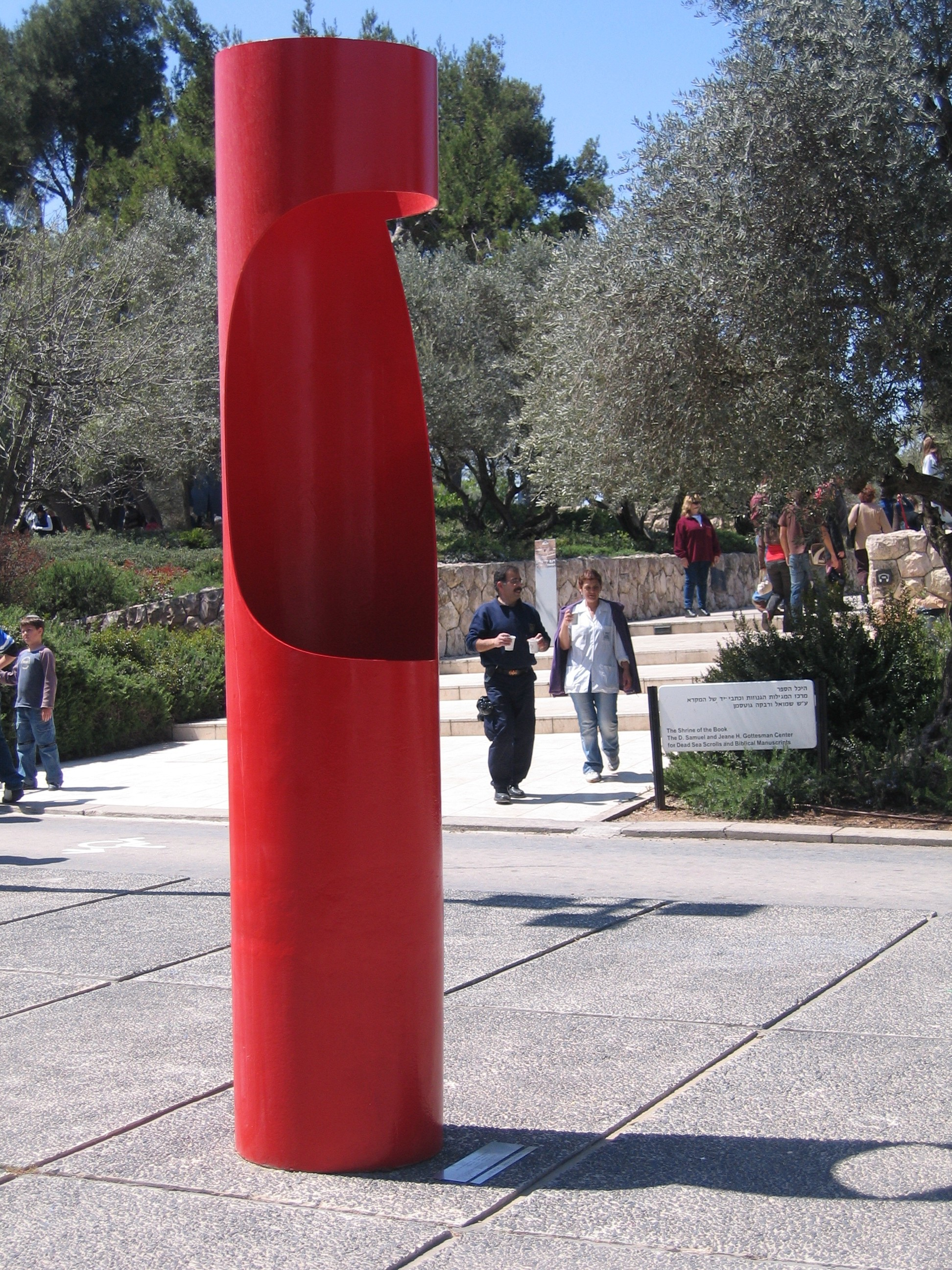
Nr. 13 : Queen
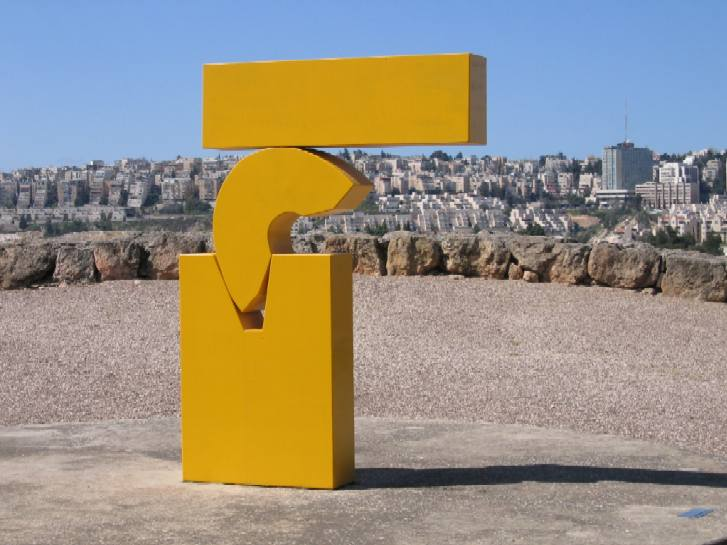
Nr. 14 : Suspense
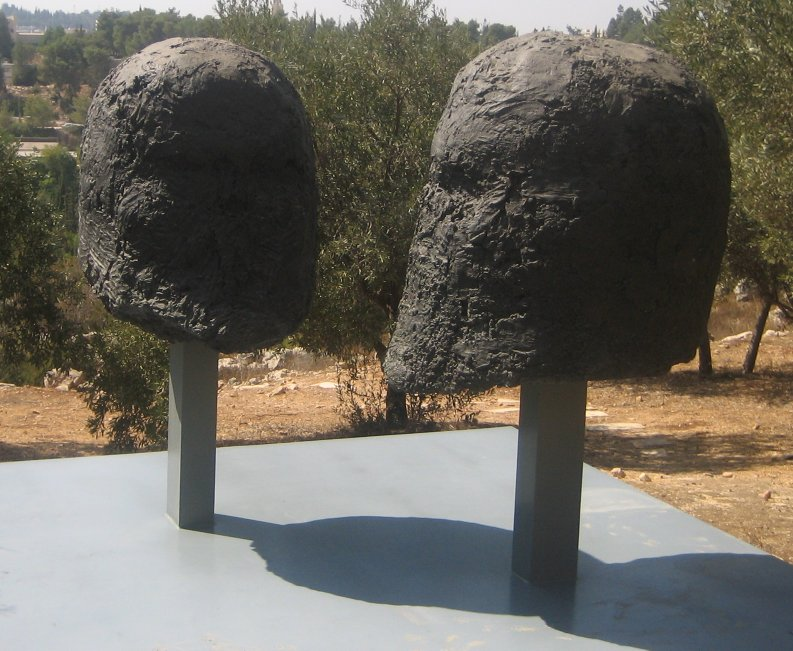
Nr. 17 : Two
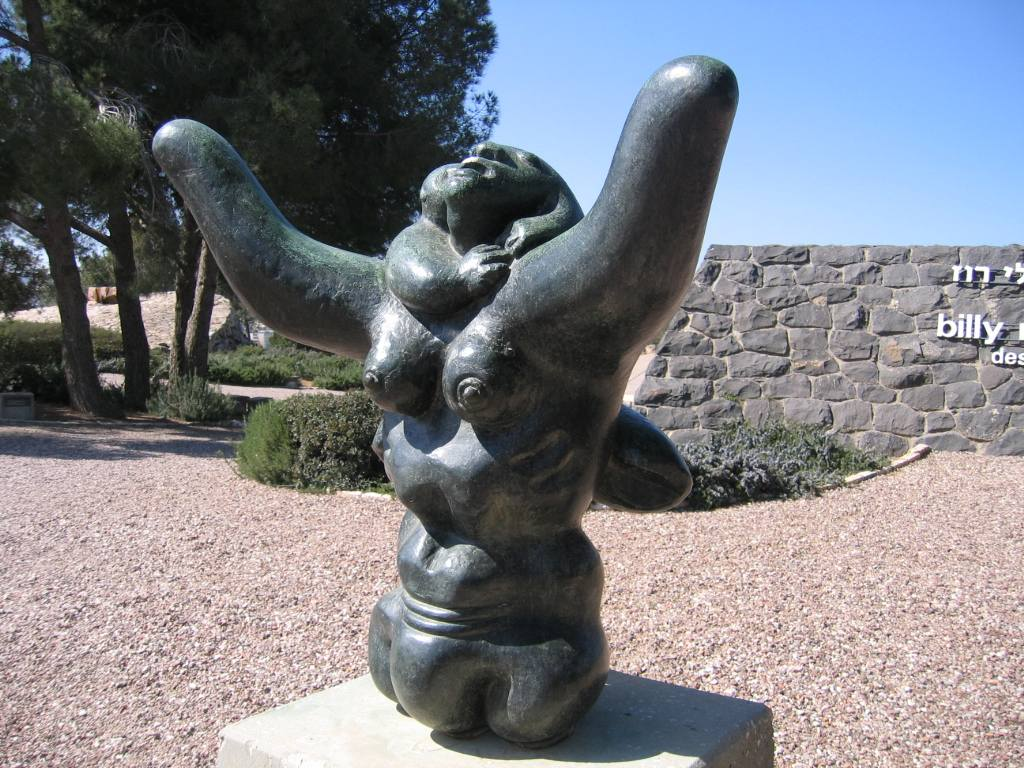
Nr. 18 : Mother and Child II
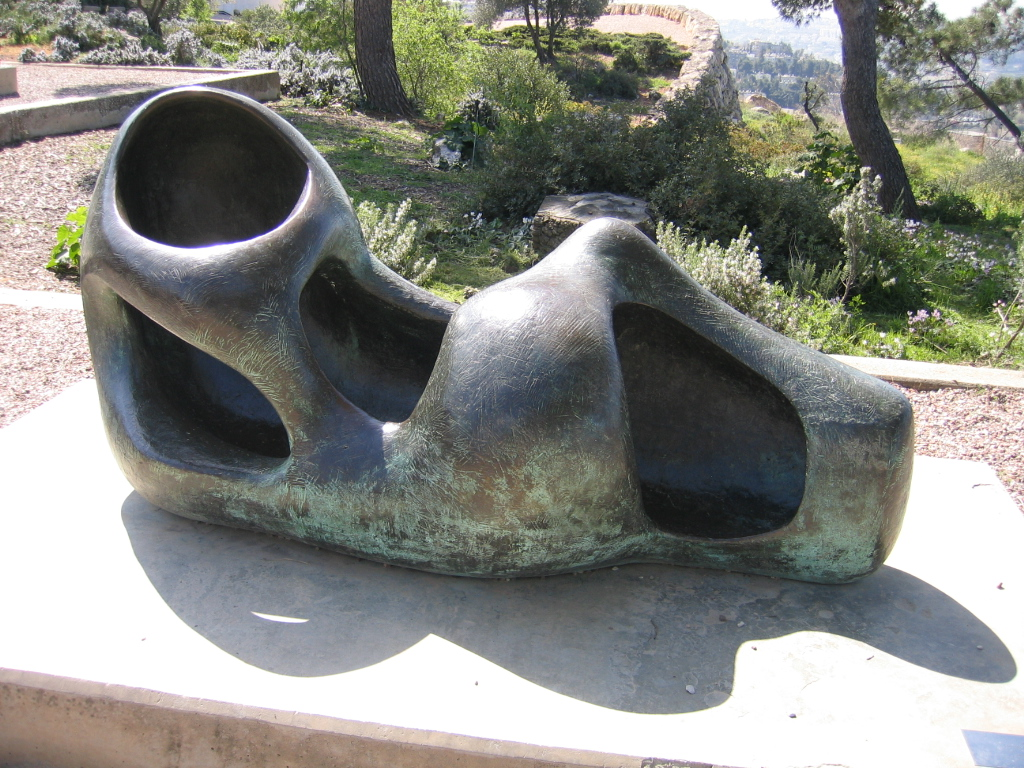
Nr. 23 : Reclining Figure: External Form
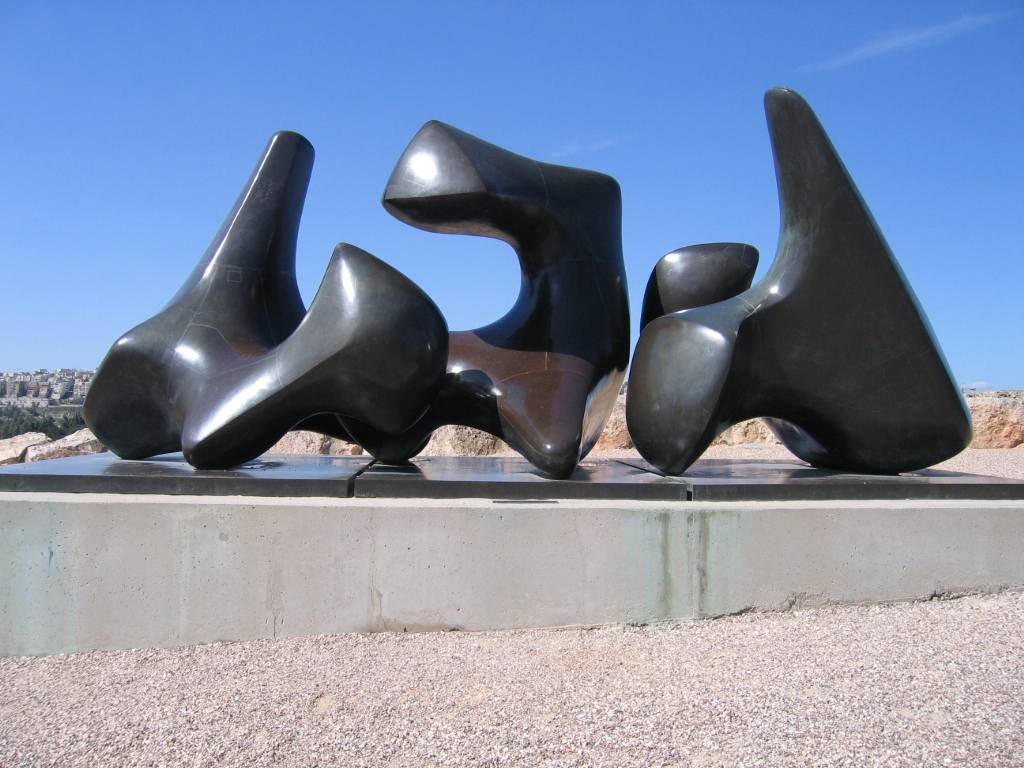
Nr. 24 : Three Piece Sculpture: Vertebrae
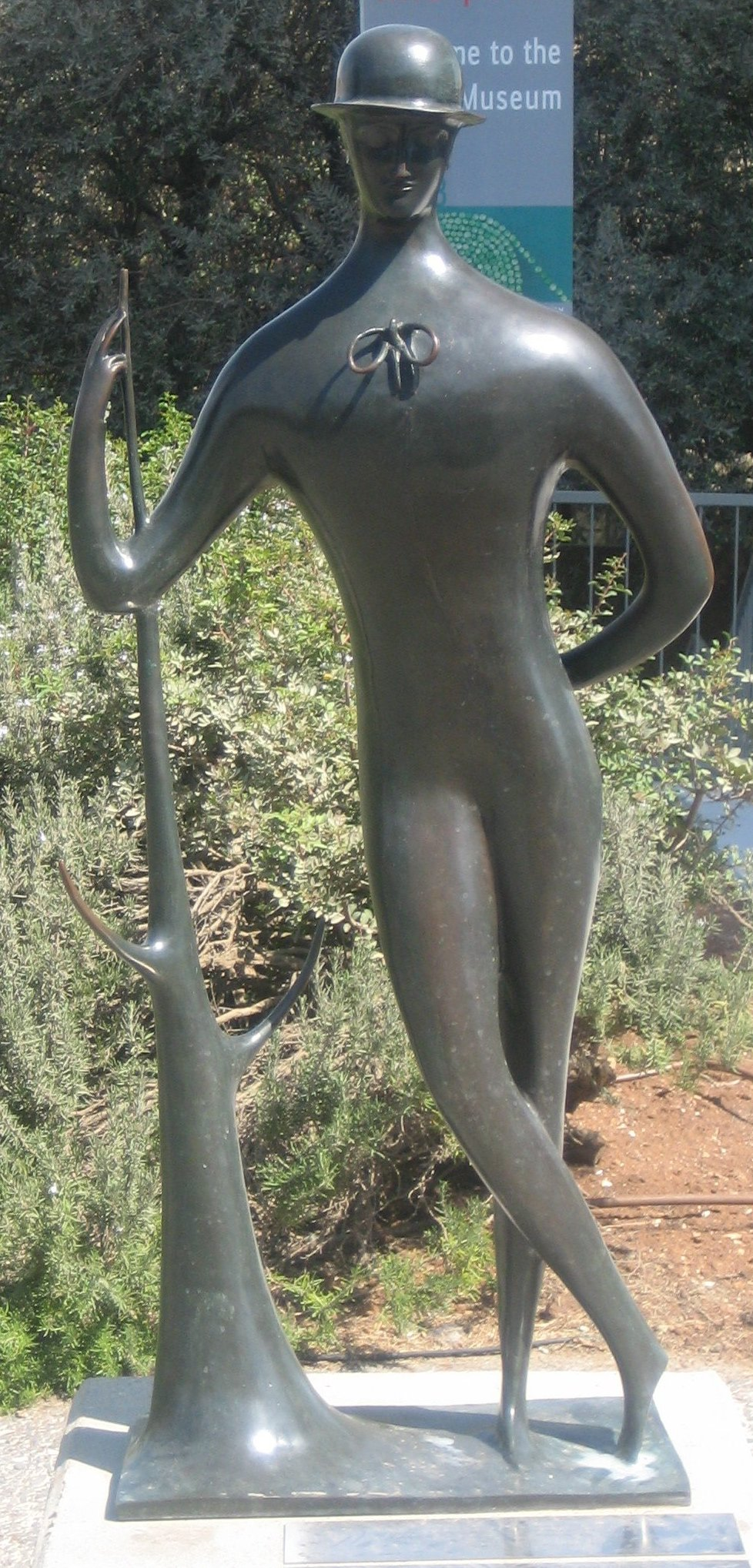
Nr. 25 : Man in the Open Air
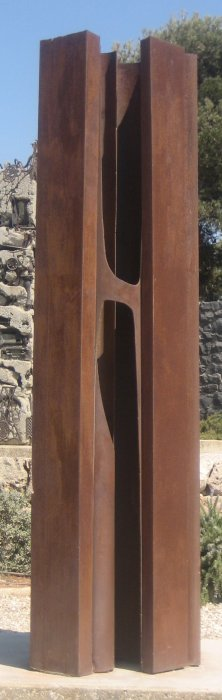
Nr. 29 : Sculpture
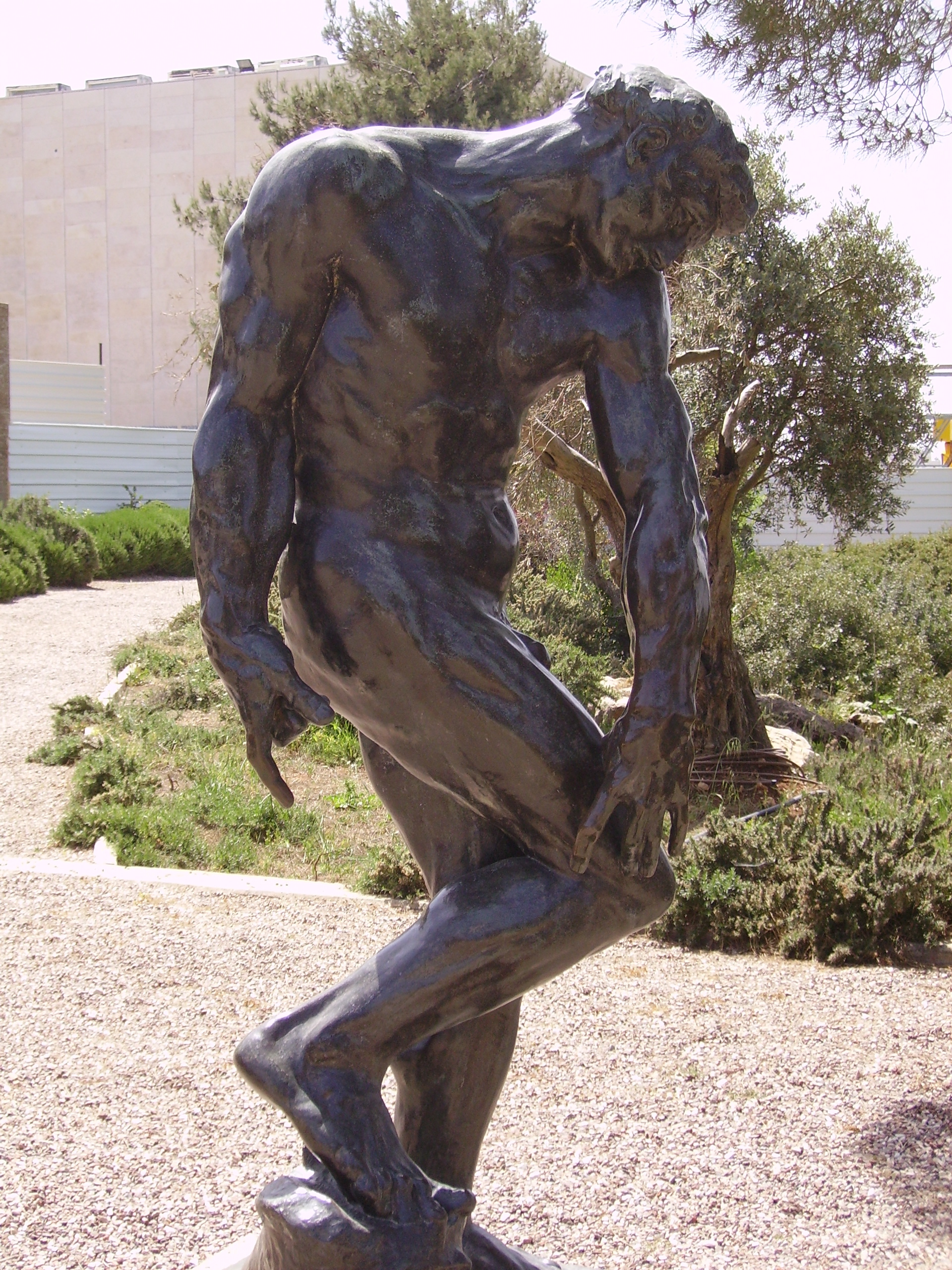
Nr. 33 : Adam
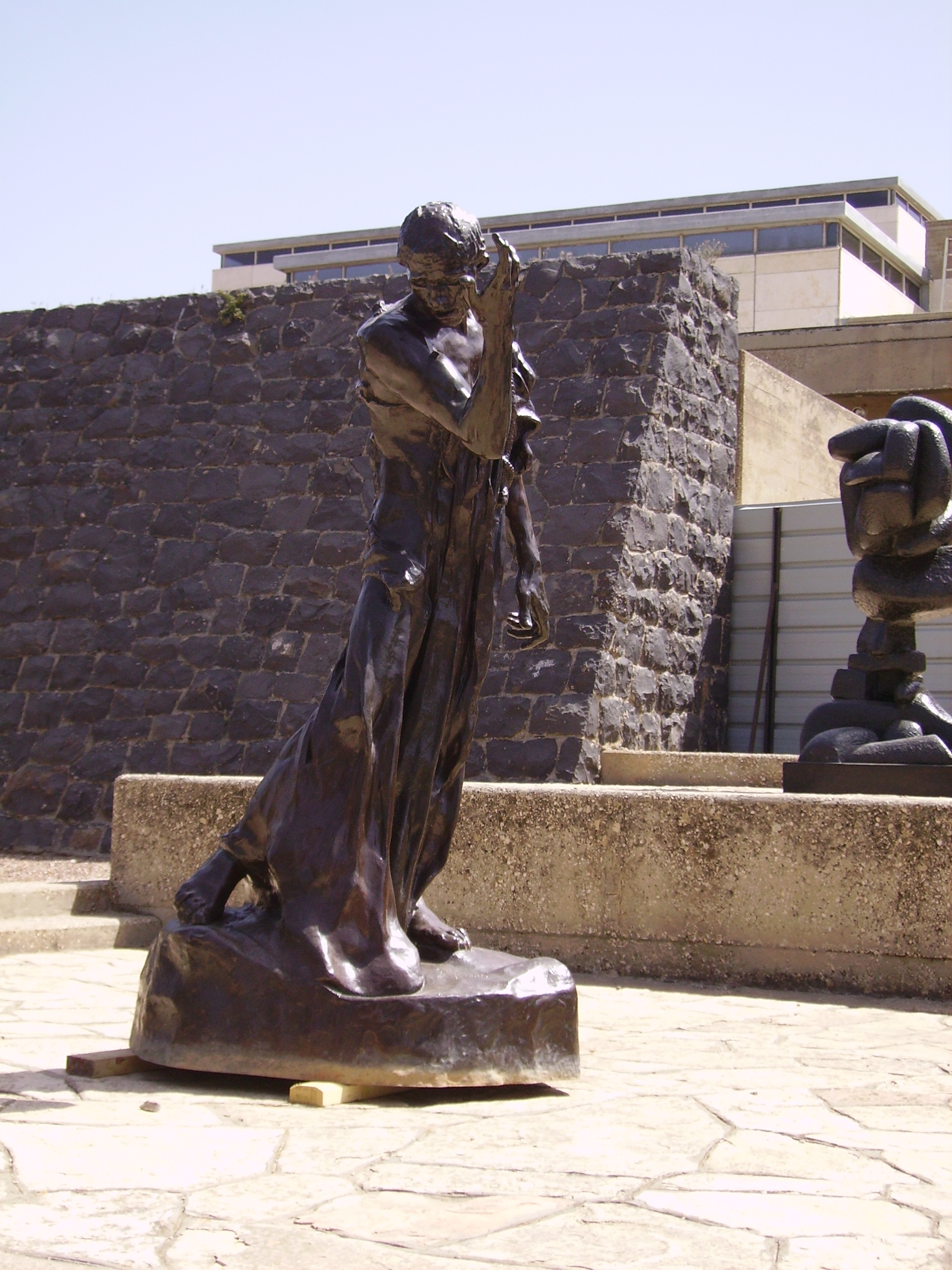
Nr. 34 :Pierre de Wiessant
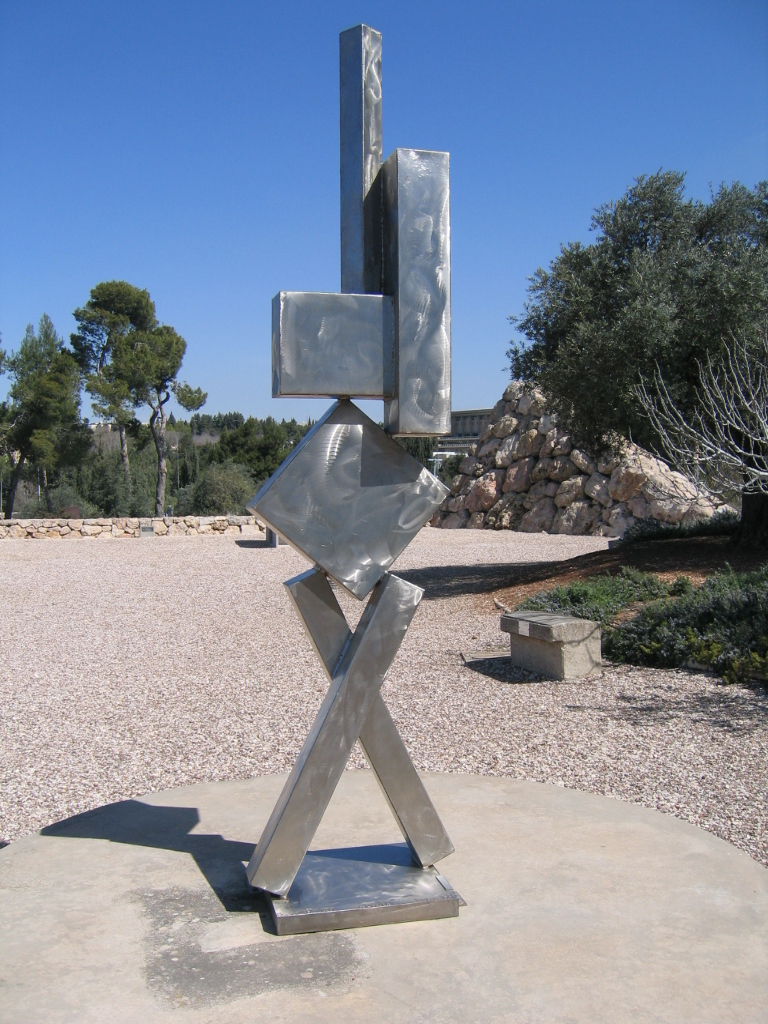
Nr. 36 : Cubi VI
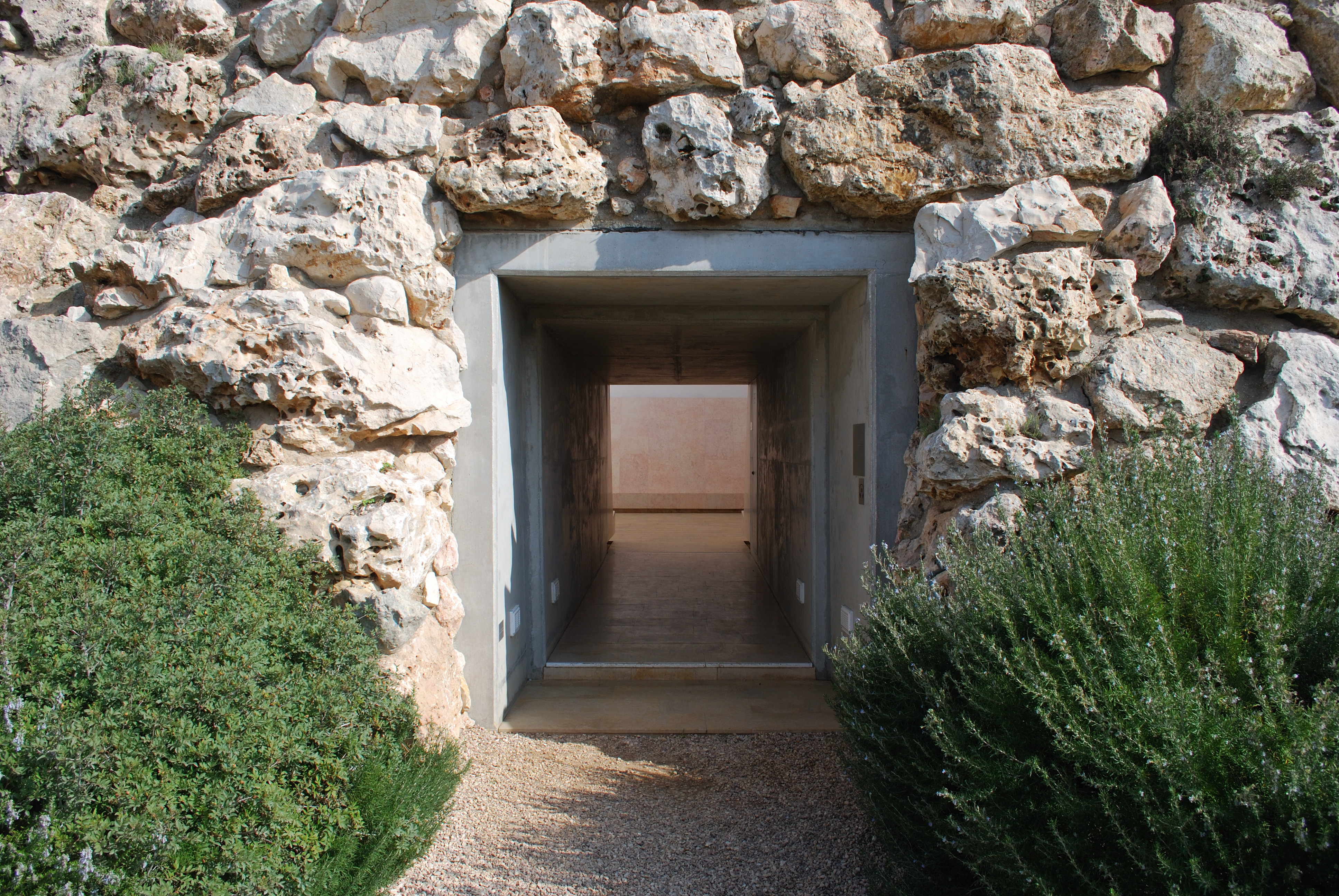
Nr. 38 : Space That Sees